# Трнци у прстима
Трнци у прстима је детективски роман Агате Кристи први пут објављен у Великој Британији од стране издавачке куће "Collins Crime Club" у новембру 1968. и у САД од стране издавачке куће "Dodd, Mead and Company" касније исте године. Издање у Великој Британији коштало је двадесет и један шилинг, а издање у САД 4,95 долара. У роману се појављују Кристини детективи Томи и Тапенс Бересфорд.
Томи и Тапенс су у овом делу старији (старе из романа у роман).
Наслов књиге потиче из 4. чина првог призора комада Магбет Вилијама Шекспира када једна вештица каже:
Трнци у прстима кажу
Нешто зло на овај начин долази.

## Радња
Роман је подељен у четири књиге.
У првој књизи Томи и Тапенс Бересфорд посећују Томијеву тетку Аду у дому за пензионере који се зове "Сунчани гребен". Док Томи разговара са својом тетком, Тапенс разговара са другом становницом госпођом Ланкастер која неочекивано каже: "Да ли је то било твоје јадно дете? Тамо иза камина."
Неколико недеља касније тетка Ада умире природном смрћу. Када су се након сахране вратили кући да би средили Адину имовину, Томи и Тапенс откривају да је госпођа Ланкастер изненада отишла. Управница дома им говори да ју је одвела рођака госпођа Џонсон. Тапенс сумња да има нешто више од тога и покушава да пронађе рођаку, али траг се хлади. Једна од ствари које је тетка Ада оставила је слика куће поред реке. Слика снажно подсећа Тапенс на кућу коју је једном видела и одмах јој се допала. Слику је наводно тетка Ади дала госпођа Ланкастер.
У другој књизи Томи бије био ту неколико дана тако да је Тапенс сама почела да тражи тајанствену кућу. На крају ју је пронашла у малом селу Сатон ченселор. Испоставило се да је кућа подељена на необичан начин. Задњи део куће изнајмљује средовечни брачни пар Пери. Предњи део је празан годинама. Тапенс се састаје са људима из Сатон ченселора. Међу њима су један старији свештеник, причљива газдарица једног преноћишта госпођа Коплеј и госпођица Блај која изгледа води парохију.
Под изговором да тражи кућу, Тапенс покушава да добије више података о кући. Госпођа Коплеј јој прича суморну причу о низу убистава деце пре неколико година. Тапенс није успела да се врати кући договореног дана јер је имала потрес мозга због ударца у главу.
У трећој књизи Томи и његов слуга Алберт су забринути за Тапенс. Томи сам води истрагу и открива да је слику насликао уметник Боскован који је умро пре неколико година. Томи се састаје са једним лекаром из "Сунчаног гребена". Било је неких смртних случајева које лекар сматра чудним и он је забринут због могуће насилне смрти. Томи затим разговара са пријатељем истражитељем који наговештава да је кућу у Сатон ченселору можда користила као сигурну кућу нека багра. Томи показује слику госпођи Боскован која примећује да је неко на слику додао чамац. Код куће Томи сазнаје да је Тапенс у болници близу Сатон ченселора са тешким потресом мозга. Томи и Алберт затим проналазе скривено писмо тетке Аде у коме она сумња да постоји злоба у "Сунчаном гребену".
У четвртој књизи, Тапенс се опоравила. Испоставило се да стара лутка коју је пронашла у тајанственој кући садржи небрушене драгуље. У Сатон ченселору је договорена забава. Тамошњи земљопоседник сер Филип Старк и госпођа Боскован су позвани. Тапенс има утисак да сер Филип зна више о целој ствари. Следећег дана Тапенс одлази у намесништво и разговара се са госпођицом Блај за коју сумња да ју је ударила по глави.
Сама, Тапенс одлази у кућу загонетки и на своје изненађење проналази несталу госпођу Ланкастер. Она води Тапенс у тајни део куће и наставља да прича своју животну причу. Била је дивље дете, плесачица, која је млада остала трудна. Пошто је одабрала да побаци („Била сам плесачица, нисам желела дете... лекар је рекао да ће бити у реду, али није било у реду“), удружила се са злочиначком багром која је користила кућу да сакрију свој плен. Касније је оставила тај живот иза себе и удала се у нади да ће имати породицу, али није могла поново да остане у другом стању и у својој тузи и кривици због побачаја се распала и почела да убија децу. „Једини начин да се искупи за прво убиство било је више убистава — то су биле жртве, видите?“
Једна од осталих штићеница, госпођа Муди, из "Сунчаног гребена", препознала ју је па је морала да буде ућуткана. Госпођица Блај, представљајући се као рођака, преселила ју је у нови дом. Након своје искрености, госпођа Ланкастер је покушала да убије Тапенс прво отрованим млеком, а затим металном оштрицом.
Тапенс је спашена на време. Откривено је да је госпођа Ланкастер заправо жена сер Филипа Старка. Он је прикрио њено лудило и злочине које је починила. У прикривању му је помагала госпођица Блај, његова бивша тајница и поверљива особа. Томи и Тапенс се затим враћају кући.

## Ликови
- Томас "Томи" Бересфорд
- Праденс "Тапенс" Каули
- Алберт
- Сер Филип Старк
- Госпођа Ланкастер
- Ада, Томијева тетка
- Госпођа Коплеј

## Књижевни значај и пријем
- Роман је посвећен „многим читаоцима у овој и другим земљама који ми пишу и питају: 'Шта се догодило Томију и Тапенс? Шта они сада раде?'
- Френсис Ајлс (Ентони Беркли Кокс) је у издању за часопис Чувар 13. децембра 1968. признао да је, „Ово трилер, а не детективска прича и непотребно је рећи да је генијална и узбудљива, али свако може да напише трилер (па, скоро свако), док би праву Агату Кристи могла да напише само једна особа."[4]
- Морис Ричардсон је за часопис Посматрач 17. новембра 1968. рекао: „Није њен најбољи, иако има мрље њене пријатне радости и ауре злокобног.[5]
- Роберт Барнард је рекао да овај роман „почиње прилично добро са злобном старом Томијевом тетком у отменом дому за старије особе, али се брзо спушта у збрку полуостварених заплета и мноштво тих разговора, превише познатих касније код Кристијеве која вијуга низ неважности, понављања и небитности којима нема краја (као да је седела пред ногама Семјуела Бекета).“ Своју негативну оцену заплета закључио је рекавши да то „тера да ценимо економичност дијалога – све је поента или барем могућа тачка код почетка Кристијеве“.[6]

## Екранизације
Године 2005. роман је прилагодио француски редитељ Паскал Томас под насловом Мали прст ми је рекао...
Роман је екранизован 2006. године као епизода серије Марпл у којој глуми Џералдин Мекеван, иако Кристијева није писала истоимени роман о госпођици Марпл. Заплет је измењен тако што је Томи отишао на војно-обавештајни посао у иностранству, а Томијев део приче је измењенза госпођицу Марпл. Томи је приказан као самоважан снажан мушкарац док је Тапенс приказана као алкохоличарка која је носила пљоску и која је била огорчена због успеха свог мужа пошто је и она требало да буде на задатку МИ6, али није могла да испуни ову амбицију јер је остала трудна са њиховим првим дететом. Томија и Тапенс су играли Ентони Ендрус и Грета Скачи. Време у коме је ова екранизација смештена је негде између краја 1940-их и почетка 1950-их, али је нејасно и помало недоследно: амерички Б-17 (који је престао да се користи убрзо након рата и био ван употребе у САД до 1949.) надлеће село, а амерички ваздухопловци носе плаво одело ВСД-а уведено 1949. године, а у сеоској радњи постоји и плакат Британског фестивала из 1951. године.